# The Headliner
The Headliner is een Nederlandse zangcompetitie, waarvan de eerste aflevering op 24 januari 2025 werd uitgezonden op de commerciële televisiezender RTL 4.
Het programma is ontstaan door een samenkomen van Jacqueline Govaert, Kraantje Pappie, Nick Schilder, Typhoon en concertorganisator Machiel Hofman tijdens De Vrienden van Amstel LIVE! 2023. Het vijftal brainstormden over een nieuw televisieconcept om dé nieuwe livesensatie van Nederland te vinden. Het programma is daarna verder ontwikkeld door Talpa Studios van John de Mol, die eerder werkte aan de wereldwijde succesformule The Voice.
De vier artiesten die betrokken waren bij de ideevorming vormden zelf de twee teams van coaches die het tegen elkaar opnamen op zoek naar het nieuwe podiumtalent. Jim Bakkum en Marieke Elsinga presenteren het programma.
De kandidaten staan tijdens hun optredens op een podium dat kan stijgen en dalen, afhankelijk van wat het publiek in de zaal vindt. De winnaar van The Headliner wint een eigen clubtour door heel Nederland, optredens op festivals en een plek bij de volgende editie van De Vrienden van Amstel LIVE! in Rotterdam Ahoy.

## Format

### Audities
Artiesten(groepen) en bands kunnen zich aanmelden voor het programma en maken daar al een keuze voor het team waar ze eventueel deel van uit willen maken. Vervolgens worden de kandidaten uitgenodigd voor de preselectie van het team. Op basis van het optreden wordt de act uitgenodigd voor de audities in Studio 24.
Eenmaal bij de audities treden de kandidaten op voor publiek en beide teams. Het is aan het publiek om de eerste van drie stemmen uit te brengen. Wanneer 51 procent van het publiek overtuigd is bemachtigt de act een 'Ja' en stijgt het podium. Als ze dat niet voor elkaar krijgen dan daalt het podium. Vervolgens is het aan de coaches van het team om nog een stem uit te brengen. Ook hierbij geldt dat bij een "Ja" het podium stijgt en bij een "Nee" het podium daalt. Het aantal bemachtigde stemmen is tevens te zien op een bord dat boven het podium hangt. Wanneer een act aan het eind van het optreden twee van de drie mogelijke stemmen heeft bemachtigd gaat de act door naar de volgende ronde, de Song Clashes. Lukt dit niet, dan verdwijnt de act in de kelder en valt deze af.
Soloartiesten worden begeleid door de huisband van De Vrienden van Amstel LIVE!, The Jimmys. Een van de presentatoren staat tijdens de audities achter de schermen met vrienden en/of familie om na de auditie de kandidaten op te vangen.

### Song Clashes
In de volgende rondes kiezen beide coach teams een act die het opneemt tegen een act van het andere team. Beide acts kiezen twee nummers die ze inbrengen in de Clash. Ditmaal is het resultaat van de ronde, de act die doorgaat, volledig in handen van het publiek in de zaal. Zij stemmen vanaf het tweede nummer de kandidaten omhoog of omlaag op het bewegende podium. Degene met het laagste percentage stemmen verlaat de competitie. Deze rondes tonen gelijkenissen met het onderdeel The Clash uit seizoen 5 van The voice of Holland.

### Live Finale
Tijdens de finale geven de overgebleven kandidaten een miniconcert en treden ze op met een medekandidaat, voordat er twee kandidaten afvallen. Gedurende het miniconcert is er ook een duet met een gastartiest. Zo zong Daan. in de eerste finale van het programma met Hannah Mae, SANN!E & FR!ENDS met Ronnie Flex, Anouk Wolf met haar coach Jacqueline Govaert en MICHA met zijn coach Typhoon. De kijkers thuis kunnen via de website of door een QR-code te scannen een cijfer geven aan de optredens, waarna het gemiddelde wordt getoond in de uitzending. De twee laagst geplaatste artiesten vallen af, waarna de overgebleven finalisten nog een optreden verzorgen om de winnaar te bepalen. 

## Seizoensoverzicht
| Seizoen | Uitzendtijden             | Aantal afleveringen | Start seizoen   | Start seizoen | Einde seizoen | Einde seizoen | Gemiddelde kijkcijfers |
| Seizoen | Uitzendtijden             | Aantal afleveringen | Datum           | Kijkcijfers   | Datum         | Kijkcijfers   | Gemiddelde kijkcijfers |
| ------- | ------------------------- | ------------------- | --------------- | ------------- | ------------- | ------------- | ---------------------- |
| 1       | Vrijdag 20:00 – 22:00 uur | 9                   | 24 januari 2025 | 1.287.000     | 21 maart 2025 | 787.000       | 897.125                |

## Medewerkers
|                    | Seizoen       |
| 1                  | 1             |
| Presentatoren      | Presentatoren |
| ------------------ | ------------- |
| Jim Bakkum         |               |
| Marieke Elsinga    |               |
| Coaches            |               |
| Jacqueline Govaert | Team 1        |
| Kraantje Pappie    | Team 1        |
| Nick Schilder      | Team 2        |
| Typhoon            | Team 2        |

## Deelnemers

### Teams
 Team Jacqueline & Kraantje
 Team Nick & Typhoon

### Resultaten
| Seizoen | Start           | Finale        | Winnaar    | Runner-up | Derde plaats | Vierde plaats    | Winnende team         |
| ------- | --------------- | ------------- | ---------- | --------- | ------------ | ---------------- | --------------------- |
| 1       | 24 januari 2025 | 21 maart 2025 | Anouk Wolf | MICHA     | Daan.        | SANN!E & FR!ENDS | Jacqueline & Kraantje |

## Beoordeling

### Seizoen 1
De eerste aflevering kreeg kritiek van kijkers. Dit had vooral te maken met het feit dat elke artiest voordat hij/zij het podium op ging een pre-auditie deed voor alleen de coaches waarin hij/zij exact hetzelfde nummer zong als op het podium. Deze pre-audities werden voorafgaand aan elk optreden uitgezonden met als gevolg dat de kijkers iedere artiest twee keer hetzelfde nummer zagen zingen. Ook vonden de kijkers de spelregels te verwarrend. Naar aanleiding van deze kritiek besloot RTL om de afleveringen opnieuw te monteren. Hierbij werden de pre-audities tot een minimum beperkt, zodat de kijkers de artiesten maar één keer zagen zingen. Deze aanpassingen leidden echter niet tot tevredenheid van de kijkers. Tijdens de tweede aflevering hadden ze kritiek op de juryleden die te veel aandacht hadden voor zichzelf en daardoor het moment van de kandidaten afpakten. Tijdens de live-finale  was er veel kritiek op de uitslag. Dit kwam omdat het stemsysteem voor de kijkers problemen had, waardoor niet alle cijfers geteld konden worden. Hierdoor kregen kijkers het idee dat Sann!e & Friends een te lage score kregen met als gevolg dat zij ten onrechte het programma moesten verlaten.

## Trivia
- Op de Belgische zender VTM gaat op dezelfde startdatum het programma Lift You Up van start dat gelijkenissen vertoont met The Headliner. Zo treden de kandidaten op op een podium dat stijgt naarmate het publiek het optreden positief waardeert.[13]